# Acanthodoris
Pour le genre de poissons, voir Acanthodoris (poisson).
Genre
Acanthodoris est un genre de nudibranches de la famille des Onchidorididae.

## Liste des espèces
- Acanthodoris armata O'Donoghue, 1927.
- Acanthodoris atrogriseata O'Donoghue, 1927.
- Acanthodoris brunnea MacFarland, 1905.
- Acanthodoris caerulescens Bergh, 1880.
- Acanthodoris hudsoni MacFarland, 1905.
- Acanthodoris lutea MacFarland, 1925 -.
- Acanthodoris nanaimoensis O'Donoghue, 1921.
- Acanthodoris pilosa (Abildgaard, 1789).
- Acanthodoris rhodoceras Cockerell, 1905.

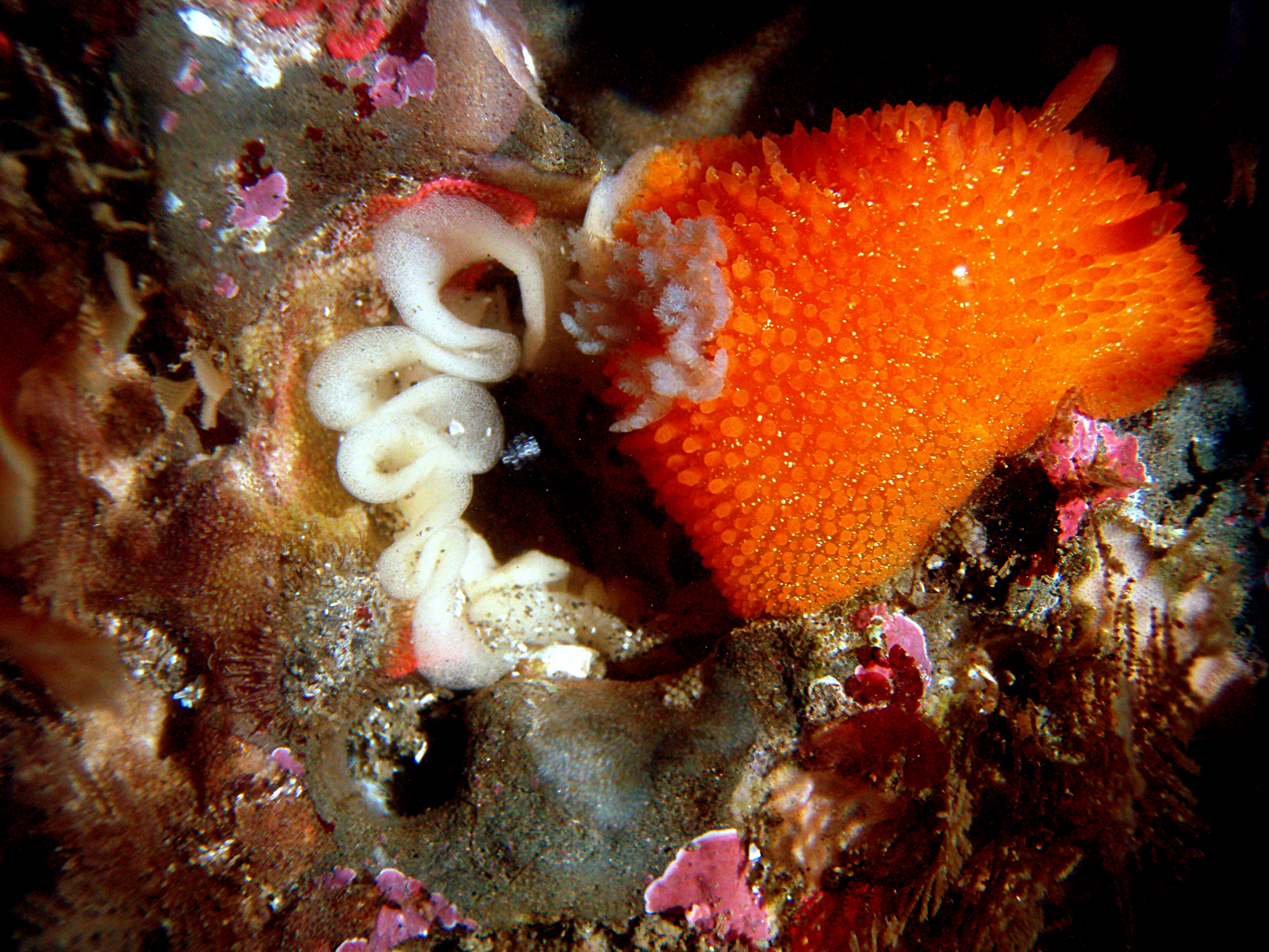
Acanthodoris lutea
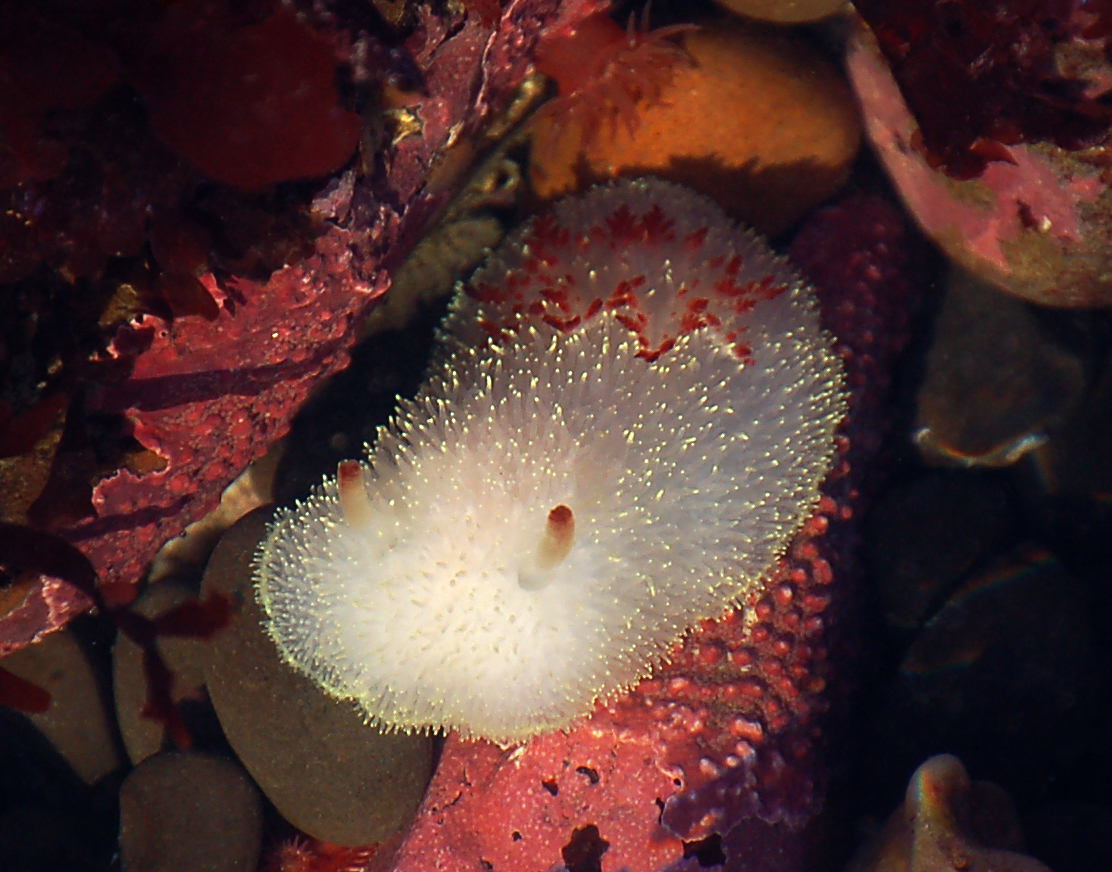
Acanthodoris nanaimoensis
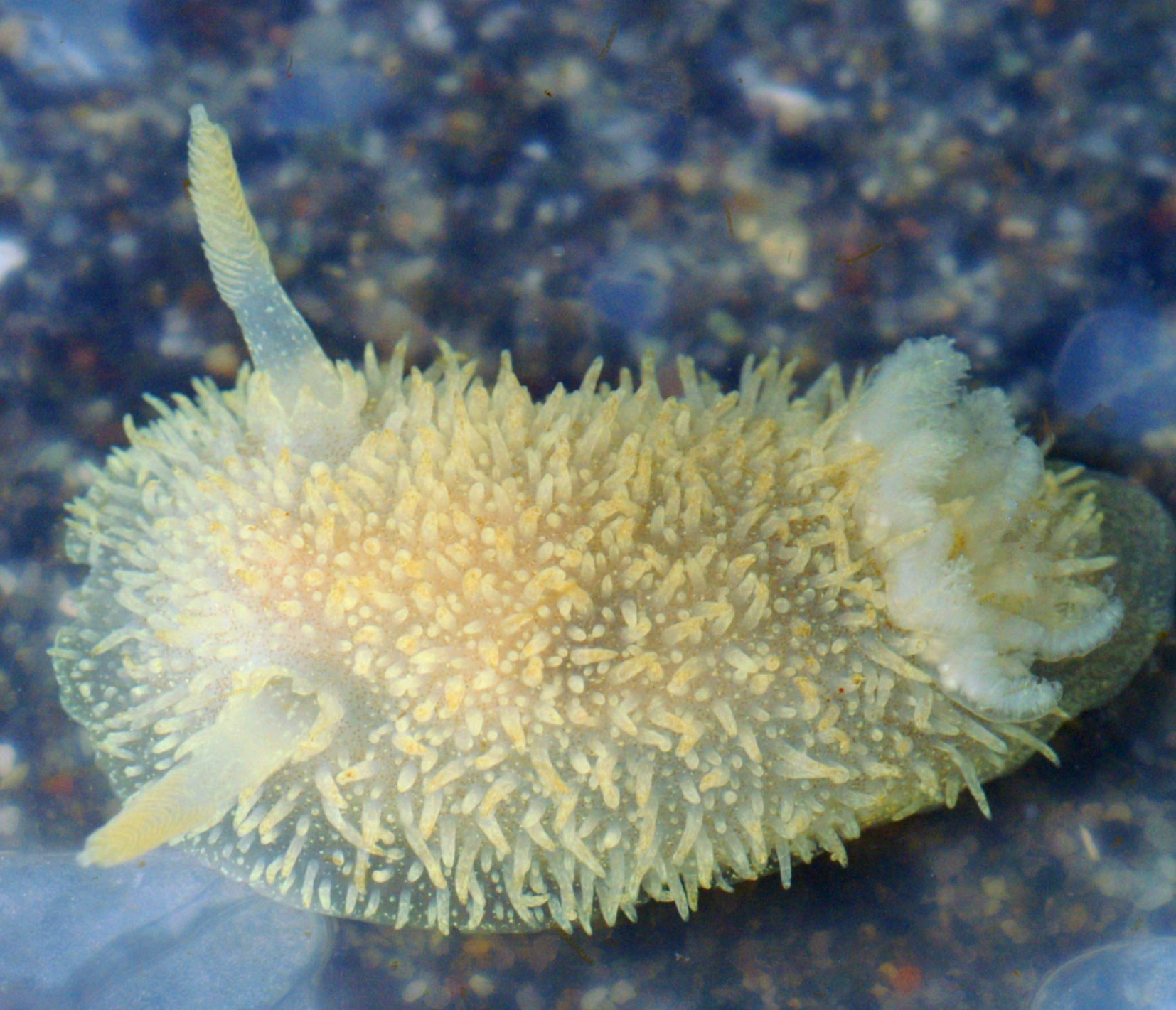
Acanthodoris pilosa

## Homonymes
Acanthodoris est aussi le nom d'un genre de poissons de la famille des Doradidae.